# Binning
Binning (vgl. den deutschen Ausdruck „Gebinde“) wird in mehreren – vorwiegend technischen – Zusammenhängen verwendet.

## Digitalfotografie

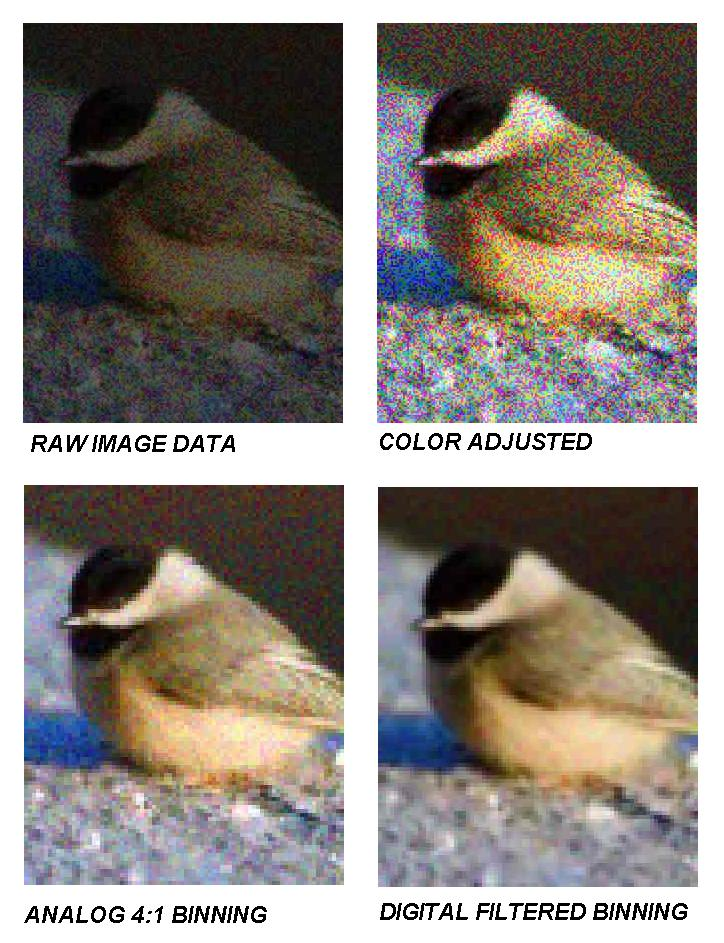
Verschiedene Arten des Binning bei Digitalbildern: 1. Rohdatenbild, 2. mit Helligkeitskorrektur, 3. Binning auf dem Sensor, 4. Alternativ in Software

Bei der digitalen Bildgewinnung mit optoelektronischen Sensoren, wie zum Beispiel bei der Digitalfotografie, versteht man unter dem sogenannten Binning das Zusammenfassen benachbarter Bildelemente (Pixel) in einer Digitalkamera. Durch die Bildung von Pixelblöcken wird eine höhere Lichtempfindlichkeit pro virtuellem Bildpunkt erreicht, wobei sich der Signal-Rauschabstand verbessert, da das Rauschen statistisch verteilt ist. Im Gegenzug wird jedoch auch die Bildauflösung entsprechend der Anzahl der zusammengefassten Pixel reduziert, d. h. das Bild wird gröber.
Beim Binning werden Pixel innerhalb einer Zeile und/oder einer Spalte zusammengefasst. Diese Zusammenfassung geschieht durch Addition der Helligkeitswerte, entweder auf analogem Weg durch physikalische Ladungsaddition und Ladungstransport auf dem  Bildsensor selbst (siehe CCD-Sensor) hin zum lokalen Zeilenverstärker oder digital durch Addition der digitalisierten Werte. Analoges Binning erhöht die Bildrate der Kamera, da weniger Pixel ausgelesen und digitalisiert werden müssen. Bei einer Abbildung von z. B. 4:1 werden die Pixel mit der halben Horizontalfrequenz ausgeben und die Vertikalfrequenz beibehalten. Ein Bild dauert aufgrund der halben Zeilenzahl dann nur halb so lange. Die Belichtungszeit wird damit pro virtuellem Bildpunkt halbiert, dieser besitzt aber vorab bereits die theoretisch vierfache Ladungsmenge. Mitunter werden die benachbarten Bildpunkte einer Zeile analog und die benachbarten Zeilen digital zusammengefasst.
Ein weiterer Vorteil des Verfahrens ist die Reduzierung der Bandbreite bei der Übertragung an das nachfolgende Bearbeitungssystem, besonders wenn sehr hochauflösende Sensoren genutzt werden, deren Pixelanzahl für die konkrete Anwendung nicht benötigt wird – bei der es aber auf einen hohen Dynamikumfang ankommt und ein späteres Zusammenfassen ohnehin nötig wäre. Bei verschiedenen Industriesensoren erfolgt das Zusammenfassen nicht allein durch die Chipmatrix, sondern zusätzlich noch durch einen dem Analog-Digital-Wandler nachgeschalteten digitalen Signalprozessor. Solche Sensoren sind mitunter extern per digitaler Schnittstelle konfigurierbar, um zum Beispiel die gewünschte Bildauflösung und die Vorfilterung einzustellen. Einige Systeme führen einen permanenten Helligkeitsabgleich durch und passen das optimale Binningverhältnis der Belichtung an.

## Leuchtdioden
Bei der Produktion von Leuchtdioden gibt es fertigungsbedingt kleine Abweichungen bei den Farbtemperaturen und Helligkeitswerten, die im direkten Vergleich (zum Beispiel bei der Kombination mehrerer Leuchtdioden in einer Leuchte) auffallen. Durch kombinierende Bestückung von Geräten können durch Untergruppen von Leuchtdioden bekannter Intensität wieder größere Gruppen gleicher Intensität gebildet werden, um z. B. auf Großbild-Projektionswänden oder Anzeigen mit Hintergrundbeleuchtung eine ausgewogene und gleichmäßige Lichtintensität zu erzielen.
Das nach der Fertigung exemplarweise vorgenommene Einteilen der Produkte in die verschieden fein abgestuften Klassen wird als "binning" (deutsch Klasseneinteilung, Klassifizierung) bezeichnet, dabei wird mittels entsprechend fein abgestufter Parameter in sogenannte Bins sortiert, das heißt, die LEDs werden einer Gruppe gleicher Beleuchtungsintensität zugeordnet. Bei weißen LEDs umfasst das Binnen üblicherweise vier Bereiche, den sogenannten „Flux bin“, die Schwellenspannung, die Lichtausbeute sowie den Farbstich (bei LEDs unvermeidbar). Auch farbige LEDs werden mit spektral selektierten Toleranzen angeboten. Die Hersteller informieren in den Datenblättern der LEDs über den Bin bzw. über die zugewiesenen Eigenschaften.

## Datenverarbeitung und -analyse
Im Kontext der allgemeinen Datenanalyse versteht man unter Binning eine Klassenbildung als Vorverarbeitungstechnik. Dabei werden die Zielmengen der Attribute der Größe nach aufsteigend in Intervalle – sogenannte bins (englisch für Behälter) – eingeteilt. Alle Attributwerte werden dann mit dem Repräsentanten des Intervalls ersetzt, in dem sich der Wert befindet. Dieser auch interval label genannte Repräsentationswert ist oft etwa der Durchschnitt oder der Median. Es handelt sich damit um eine Form von Quantisierung.
Diese Form von Binning kann zum einen dazu dienen, die Anzahl der Werte eines gegebenen Attributs und damit die Datenmenge zu reduzieren. Des Weiteren können dadurch die Folgen kleiner Abweichungen in den Attributwerten, etwa aufgrund von Messfehlern, verringert werden.

### Beispiel für Datenreduktion
| Uhrzeit | Temperatur in °C |  | Uhrzeit | Temperatur in °C |
| 08:00   | 0,2              |  | 12:00   | 3,5              |
| 09:00   | 0,7              |  | 13:00   | 4,9              |
| 10:00   | 1,3              |  | 14:00   | 6,3              |
| 11:00   | 2,1              |  | 15:00   | 8,1              |

Bei der Messung des Temperaturverlaufs an einem Tag ergeben sich Daten wie in der oberen Tabelle abgebildet. Für den Temperaturbereich von 0,0 bis 9,9 °C, mit einer Nachkommastelle, besteht die Zielmenge aus 100 Werten. Das lässt sich mit 7-Bit-Wörtern realisieren, was bei 8 Datenwerten einer Datenmenge von 56 Bit entspricht.
| Uhrzeit | Temperaturintervall in °C |  | Uhrzeit | Temperaturintervall in °C |
| 08:00   | [0,2)                     |  | 12:00   | [2,4)                     |
| 09:00   | [0,2)                     |  | 13:00   | [4,6)                     |
| 10:00   | [0,2)                     |  | 14:00   | [6,8)                     |
| 11:00   | [2,4)                     |  | 15:00   | [8,10)                    |

Wendet man Binning mit einer Intervalllänge von 2 °C an, also mit Intervallen [0,2) bis [8,10), erhält man Werte wie in der zweiten Tabelle abgebildet. Als Repräsentant kann der jeweilige Mittelwert des Intervalls verwendet werden. Auf diese Weise verarbeitete Daten weisen eine Zielmenge von 5 Werten auf, was mit 3-Bit-Wörtern realisiert werden kann, bei 8 Werten also 24 Bit.
Dadurch hat man die Datengröße um 4 Bit pro Wert und die Datenmenge von 56 auf 24 Bit reduziert. Das bedeutet einen Trade-off zwischen Datengröße und Information, da die Werte anschließend ungenauer sind.

### Anwendung in der Statistik
Ein Anwendungsfall des Binning ist die graphische Darstellung der Häufigkeitsverteilung einer Stichprobe mittels eines Histogramms. Dabei wird zunächst ein Binning vorgenommen, um die Werte in Klassen einzuteilen. Anschließend wird die absolute bzw. relative Klassenhäufigkeit als jeweiliger Repräsentant gewählt und in einem Balkendiagramm dargestellt.